# Mini-Neptune

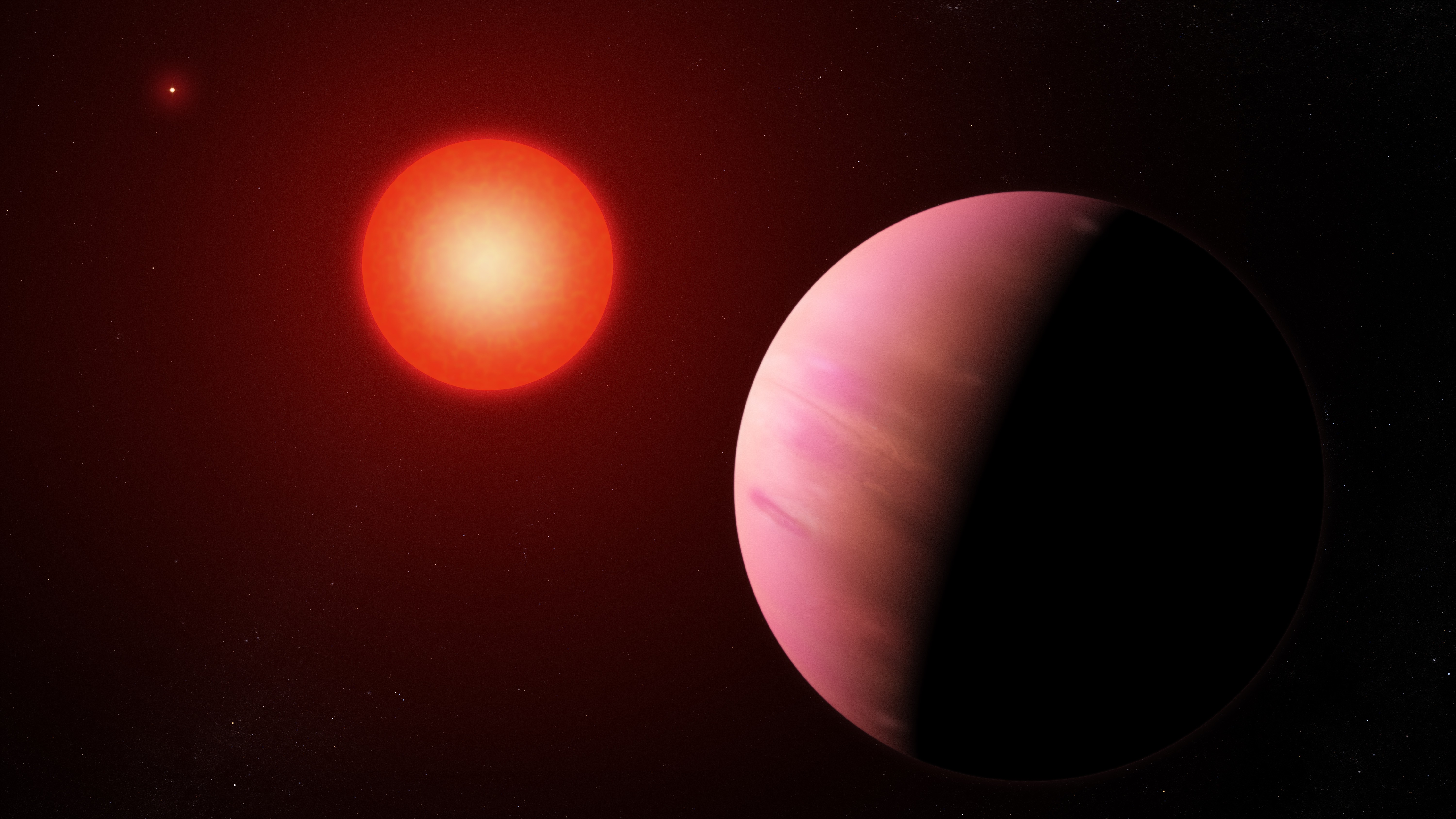
Vue d'artiste de K2-288Bb, de type mini-Neptune.

Un(e) mini-Neptune, encore appelée (planète) naine gazeuse ou (planète) gazeuse naine, est une planète dont la masse est significativement inférieure à celles des planètes Neptune et Uranus du Système solaire, mais qui comme Neptune possède une épaisse atmosphère d'hydrogène et d'hélium au-dessus d'un profond manteau d'eau, d'ammoniac et d'autres composés volatils. Pour des planètes sans atmosphère épaisse, le terme de « planète océan » est plus approprié.
Il pourrait y avoir une limite entre l'existence de mini-Neptunes et des super-Terres rocheuses aux alentours de deux fois le rayon de la Terre,. Toutefois, la planète KOI-314c, de masse terrestre, est suspectée d'être une mini-Neptune. Cette catégorie de planète pourrait être très courante, plusieurs super-Terres observées seraient en fait des mini-Neptunes.